# Cristo muerto sostenido por ángeles

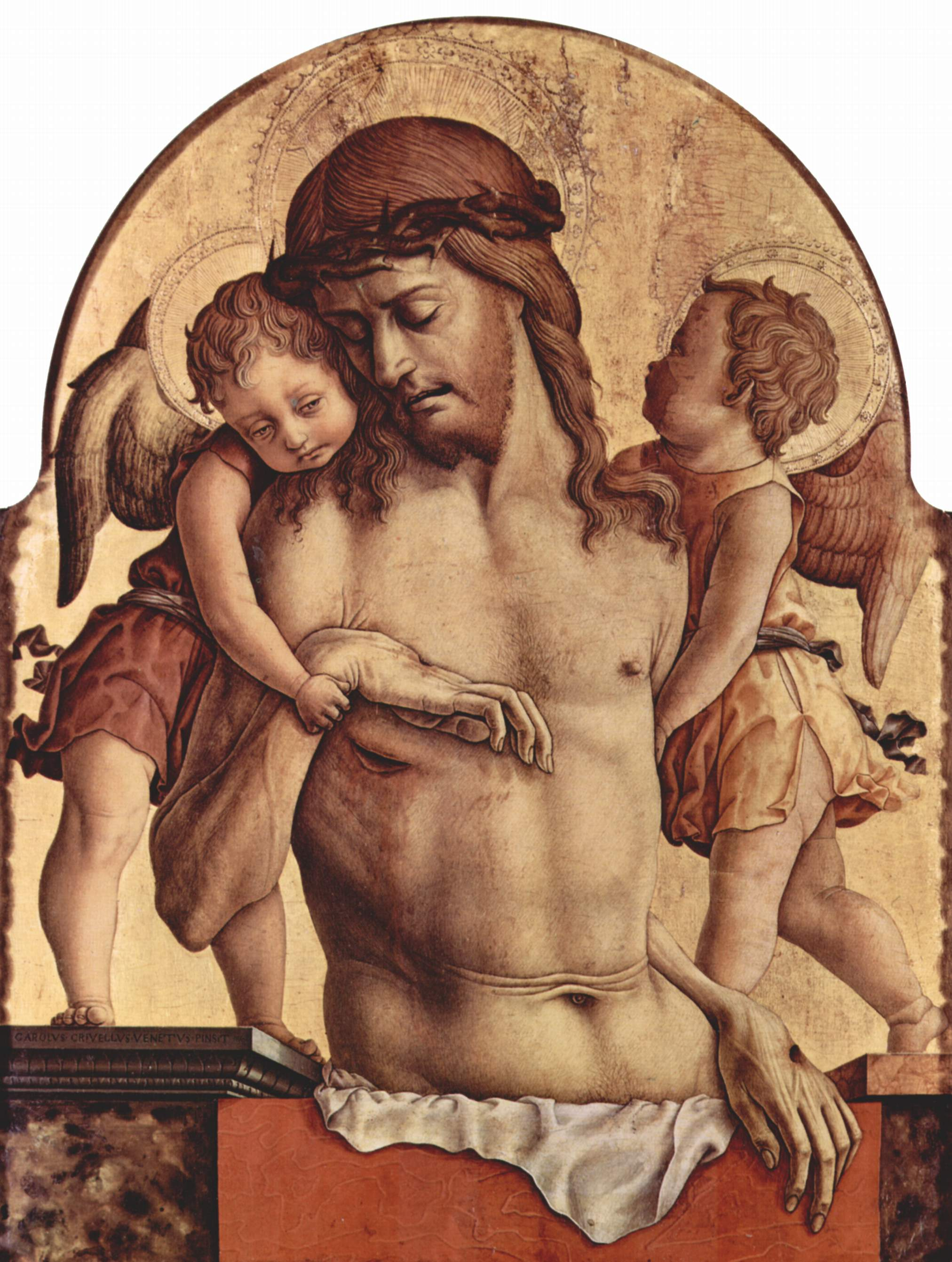
Carlo Crivelli, 1470.

Cristo muerto sostenido por ángeles, por un ángel o por los ángeles es un tema habitual en el arte religioso, donde se representa a Cristo muerto sostenido por un ángel o varios.
A diferencia del tema denominado Lamentación sobre Cristo muerto, en los titulados de la forma indicada no suelen aparecer otros personajes, como la Virgen, las Tres Marías, o los apóstoles, centrándose la representación en la figura de Cristo, y en elementos de particular importancia pictórica, como el tratamiento del desnudo parcial, el efecto de la gravedad y de la tracción sobre un cuerpo muerto, el mayor o menor énfasis en las heridas, o el tratamiento de los pliegues y del color blanco del sudario.
- Cristo muerto (Donatello), relieve en bronce de 58x56 cm del altar de la Basílica de San Antonio de Padua (1446-1453), en el que dos ángeles sostienen el lienzo sobre el que se levanta el cuerpo de Cristo.[1]
- Cristo muerto sostenido por un ángel (Antonello da Messina)
- Cristo muerto sostenido por un ángel (Tiziano), de Tiziano (h. 1511), colección particular. Óleo sobre lienzo 76 x 63 cm.[2]
- Cristo muerto sostenido por un ángel (Alonso Cano), de Alonso Cano, óleo sobre lienzo, 1,78 x 1,21 m (1646-1652).[3]
- Cristo muerto sostenido por los ángeles (Crivelli), de Carlo Crivelli
- Cristo muerto sostenido por los ángeles (Giovanni Bellini), de Giovanni Bellini
- Cristo muerto sostenido por los ángeles (Van Dyck), de Anton van Dyck[4]
- Cristo muerto sostenido por los ángeles (Trevisani), de Francesco Trevisani (1656 - 1746).

En otras ocasiones, sí que se añaden otras figuras, no necesariamente presentes en el episodio evangélico, con lo que el tema se convierte en una excusa para la representación de santos encargados por el comitente por alguna razón de preferencia de éste, como en el caso de una sacra conversazione. Cuando al ángel o ángeles se le añade únicamente la Virgen, el tema se asemeja a una Pietà.
- Cristo muerto sostenido por los ángeles, Santiago, San Marcos y San Jerónimo (Veronés), de Veronés.
- Cristo muerto, la Virgen y un ángel (Veronés), del mismo.[5]

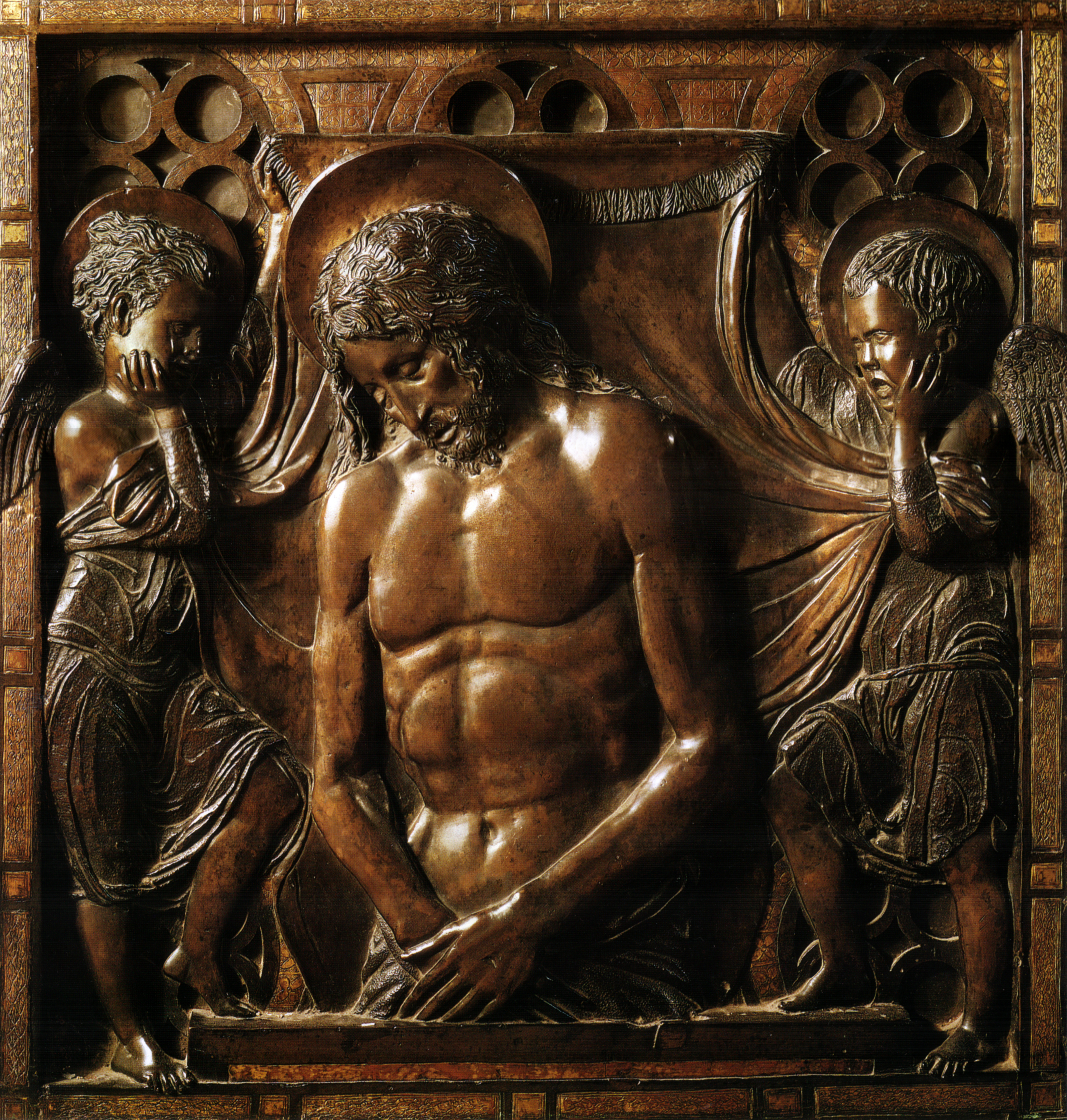
Donatello
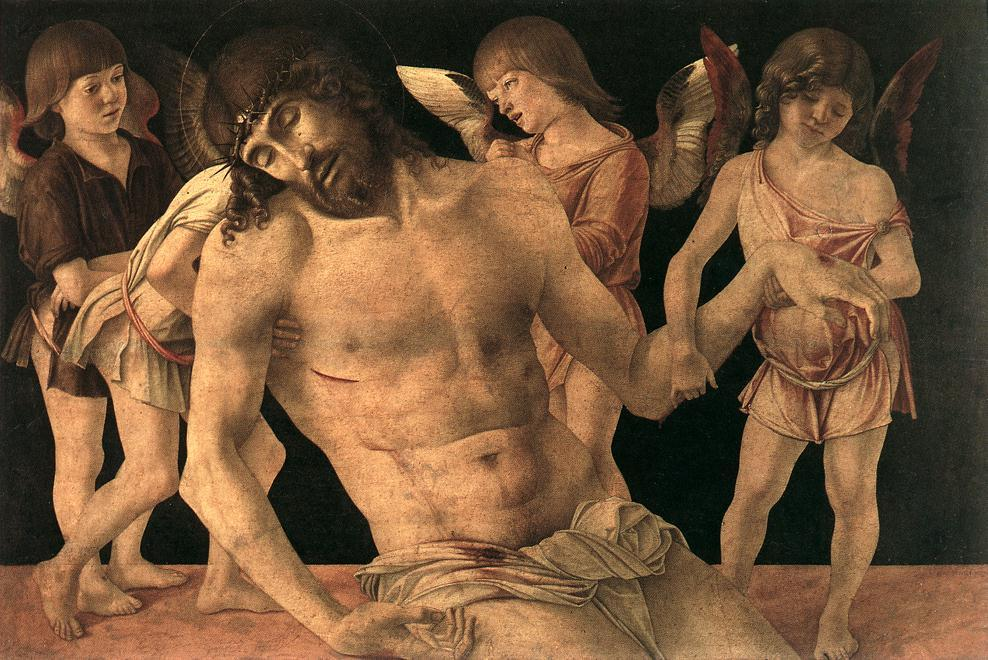
Giovanni Bellini.
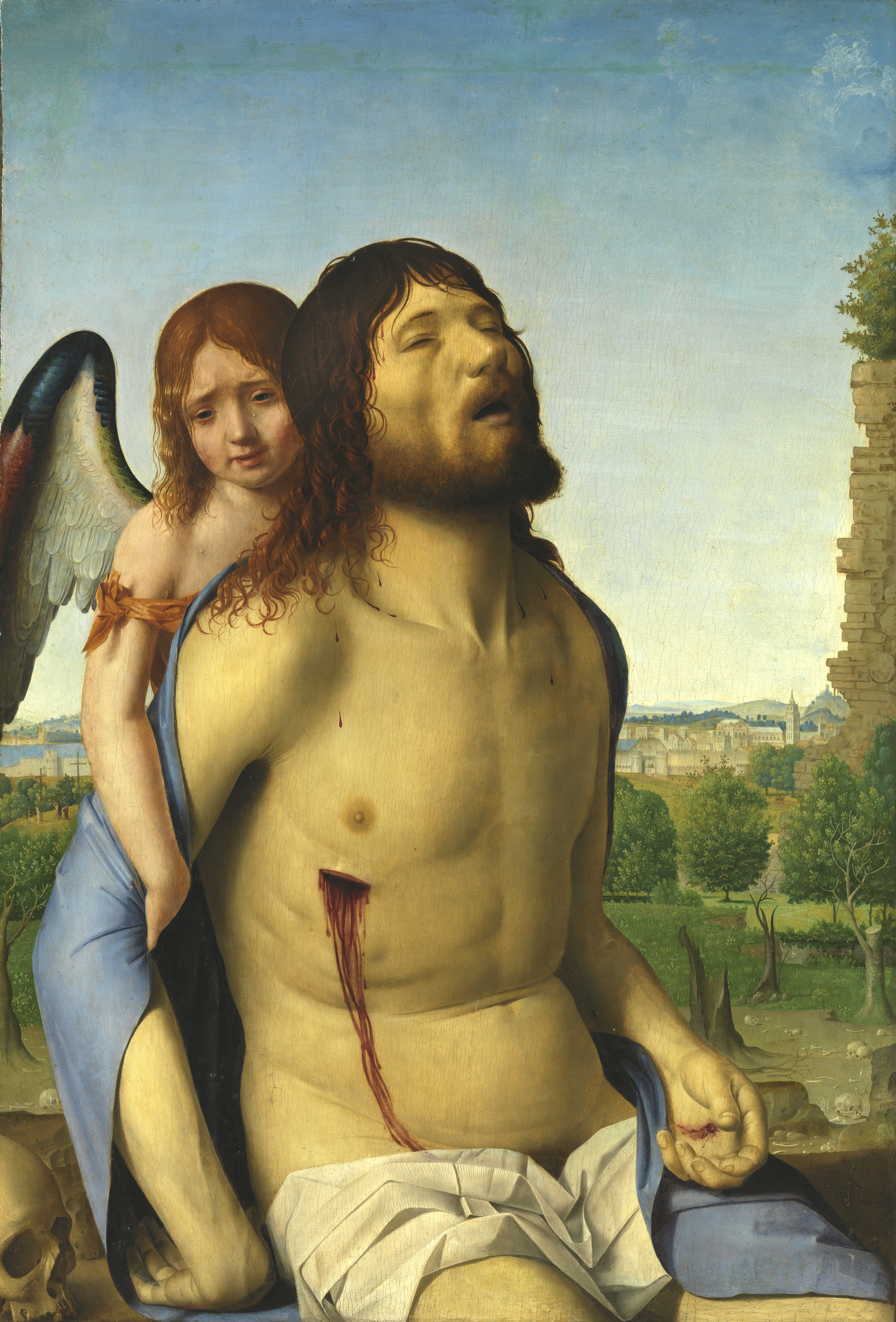
Antonello da Messina.
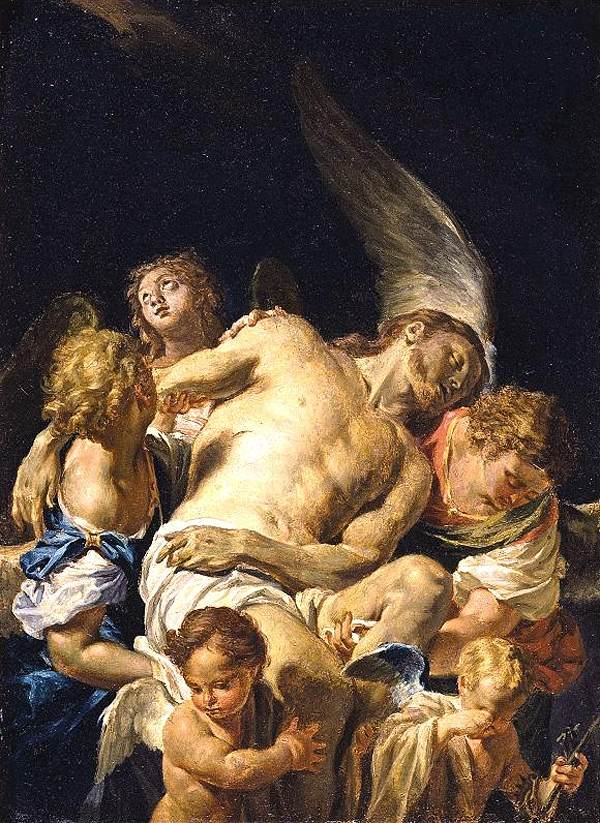
Francesco Trevisani.
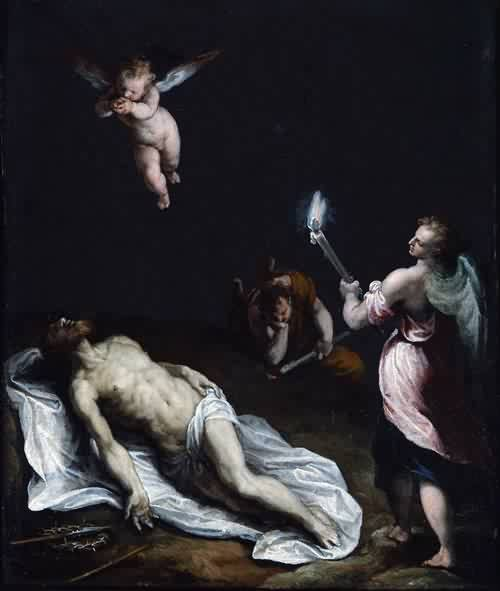
Brusasorci.
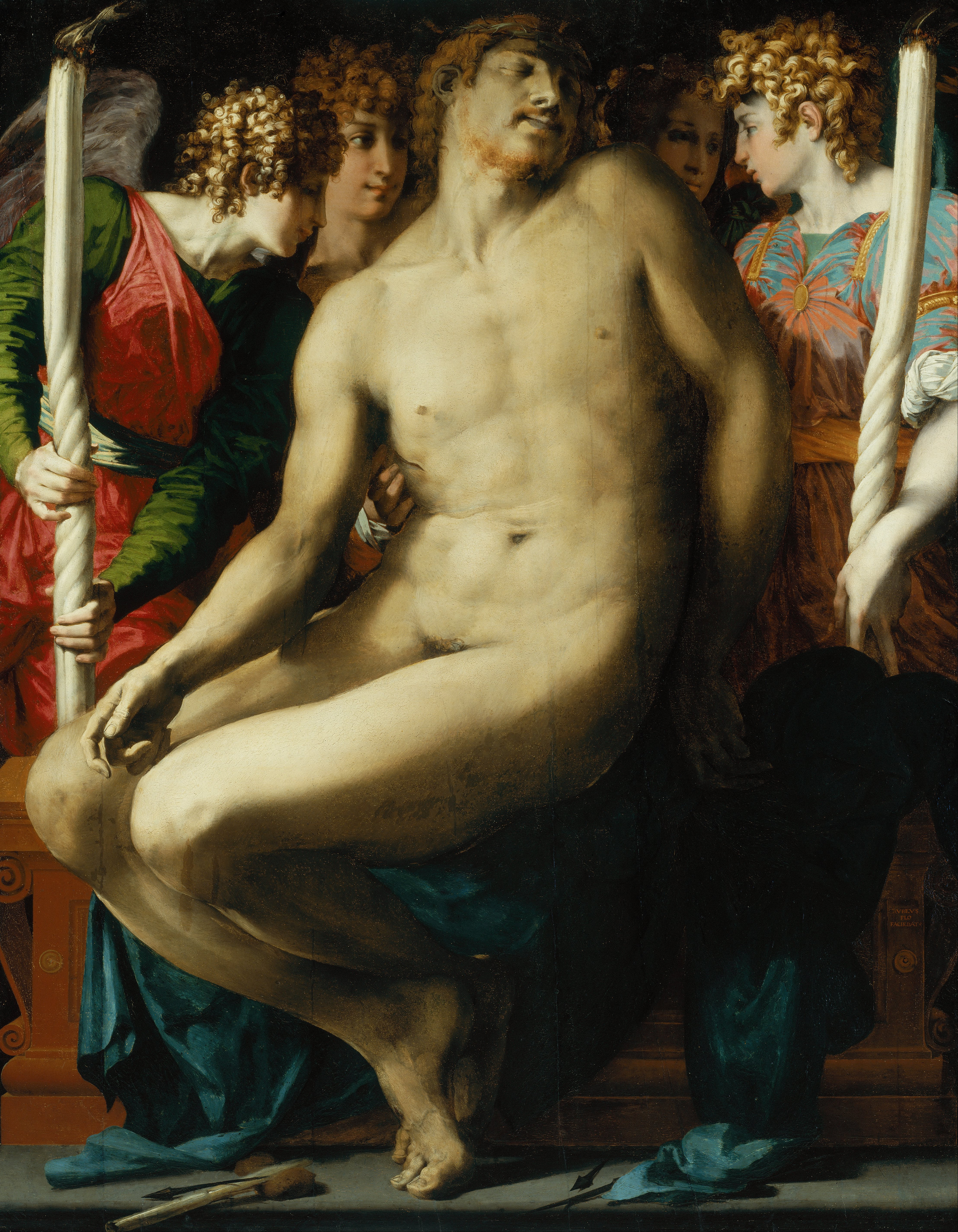
Rosso Fiorentino, 1525-1526.

En otras, los ángeles, aun estando solos, no sostienen el cuerpo de Cristo, sino que aparecen velándolo o lamentando su muerte.
- Cristo muerto llorado por los ángeles (Brusasorci), de Felice Brusasorci.

Otra escena hasta cierto punto similar, pero de interpretación religiosa totalmente distinta, es la que suele denominarse Trinidad con Cristo muerto.
La representación de Cristo como Varón de dolores, en cambio, se realiza con un Cristo vivo.